# Dobsonia moluccensis
Dobsonia moluccensis is een vleermuis uit het geslacht Dobsonia die voorkomt op de eilanden Ambon, Buru en Seram in de Molukken (Indonesië). Deze soort behoort tot de moluccensis-groep binnen Dobsonia, die ook onder andere D. magna, D. pannietensis en D. exoleta omvat. Veel van die soorten worden vaak tot D. magna gerekend. Deze soort kwam in de negentiende eeuw ook voor op Timor, maar is daar nu waarschijnlijk uitgestorven.
Dobsonia moluccensis is een grote soort met een bruinachtige vacht en witte klauwen. De ko-romplengte bedraagt 170 tot 210 mm, de staartlengte 26,4 tot 34,4 mm, de voorarmlengte 132,7 tot 147,3 mm, de tibialengte 61,9 tot 67,2 mm, de oorlengte 30,0 tot 31,9 mm en het gewicht 266 tot 360 g.